# HD 40307 e
HD 40307 e je nepotvrzená exoplaneta nacházející se v souhvězdí Malíře, přibližně 42 světelných let od Země. Obíhá kolem oranžového trpaslíka HD 40307 (také označovaného jako Gl 2046), což je hvězda spektrálního typu K2.5V. 
S odhadovanou minimální hmotností 3,5násobku hmotnosti Země je HD 40307 e řazena mezi superzemě. Její poloosa dráhy činí přibližně 0,19 AU (28 milionů km), což je srovnatelné s oběžnou dráhou Merkuru kolem Slunce.

## Charakteristiky
HD 40307 e má následující známé parametry:
- Hmotnost: ≥ 3,5 M⊕
- Průměr: Odhadovaný na ~15 000 km, přibližně 1,2násobek Země.
- Oběžná doba: 34,62 dne
- Velká poloosa: ~0,19 AU (28 milionů km)
- Výstřednost dráhy: ~0,15

HD 40307 e dostává přibližně stejné množství záření od své hvězdy jako Merkur ve Sluneční soustavě. Kvůli této blízkosti by na jejím povrchu pravděpodobně panovaly velmi vysoké teploty, neumožňující existenci kapalné vody nebo podmínek vhodných pro život, jak jej známe. Přítomnost husté atmosféry by však mohla ovlivnit její teplotní profil.

## Obyvatelnost
Na rozdíl od své „sesterské“ planety HD 40307 g, která se nachází v obyvatelné zóně, je HD 40307 e považována za příliš blízkou své hvězdě na to, aby mohla být obyvatelná. Zářivá energie přijatá od hvězdy by mohla způsobit silný skleníkový efekt, podobný jako u Venuše, což činí obyvatelnost nepravděpodobnou.

## Význam systému
Systém HD 40307 je jedním z nejvýznamnějších multiplanetárních systémů v dosahu současných metod výzkumu. HD 40307 e představuje příklad planety, která se nachází mimo obyvatelnou zónu, ale její analýza přispívá k porozumění dynamiky planetárních systémů a migrace planet. Její vlastnosti naznačují, že planeta mohla vzniknout dále od hvězdy a postupně migrovat na svou současnou dráhu.